# Salomon Gesner

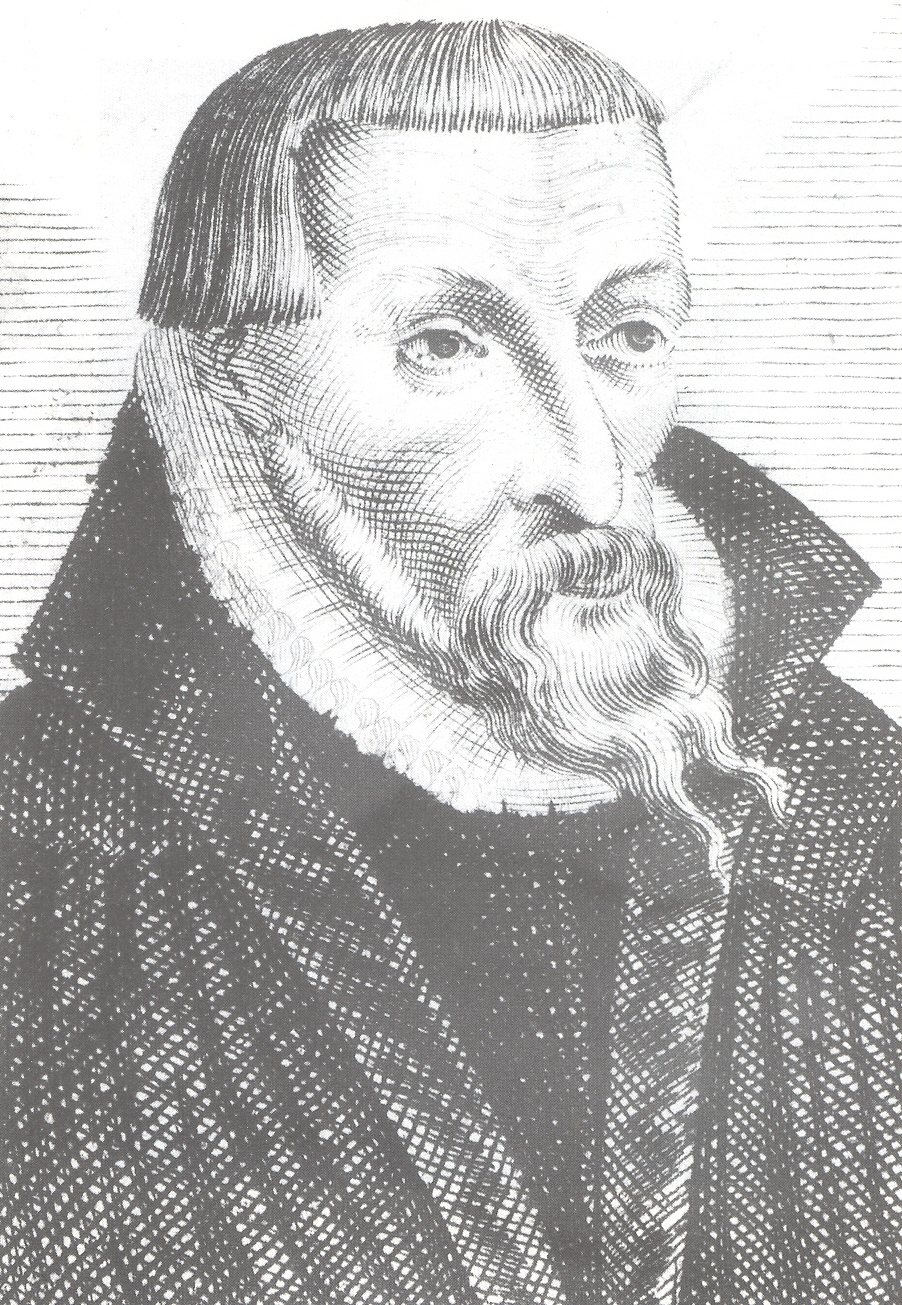
Salomon Gesner

Salomon Gesner

Salomon Gesner, manchmal auch Gessner oder Geßner geschrieben, (* 8. November 1559 in Bunzlau, Schlesien; † 7. Februar 1605 in Wittenberg) war ein deutscher lutherischer Theologe der Reformationszeit.

## Leben

### Herkunft und Ausbildung
Gesner war der Sohn des Subdiakons zu Bunzlau Paul Gesner und seiner Frau Anna geb. Cunrad. Sein Vater war Schüler Martin Luthers in Wittenberg gewesen und von Reformator Johannes Bugenhagen ordiniert worden. Zu seinen Nachkommen gehört Eleonora Maria Jauch (1722–1802), Tochter des Bardowicker Domherrn Johann Christian Jauch (1702–1788) und Stammmutter des Jauch-Overbeckschen Familienkreises.
Gesner verwaiste 1565. Er war Kurrende-Schüler in Troppau und später in Bunzlau. Anschließend besuchte er das Elisabethan zu Breslau. Eine Lehre als Goldschmied brach er wieder ab. 1576 erhielt er für fünf Jahre eine Freistelle am Wilhelmskollegium zu Straßburg. Dort hörte er auch den Astronomen und musikalischen Theoretiker David Wolckenstein. 1581 wurde er Baccalaureus, 1583 Magister der Philosophie an der Universität Straßburg.

### Theologisches Wirken

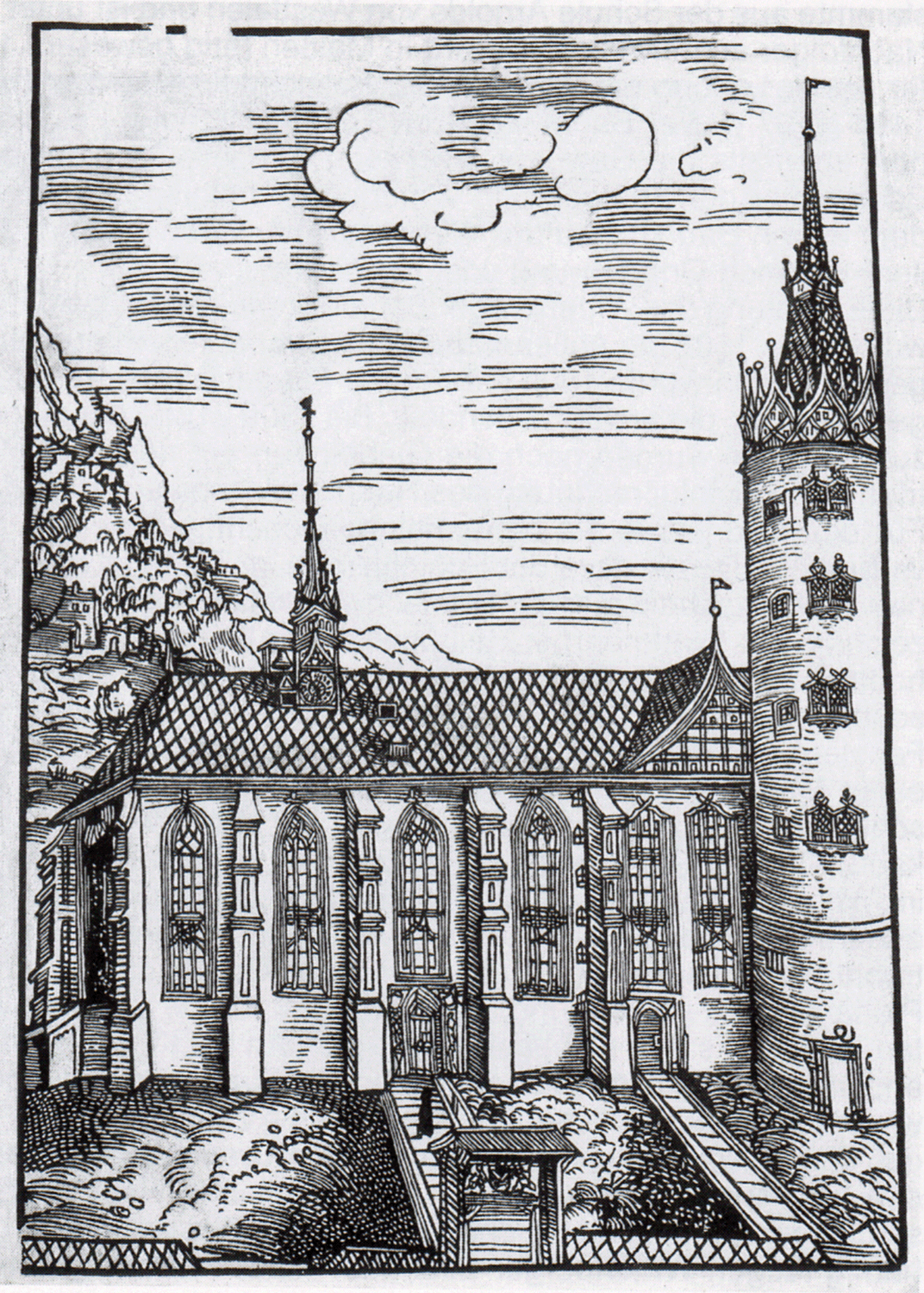
Lucas Cranach der Ältere: Schlosskirche Wittenberg

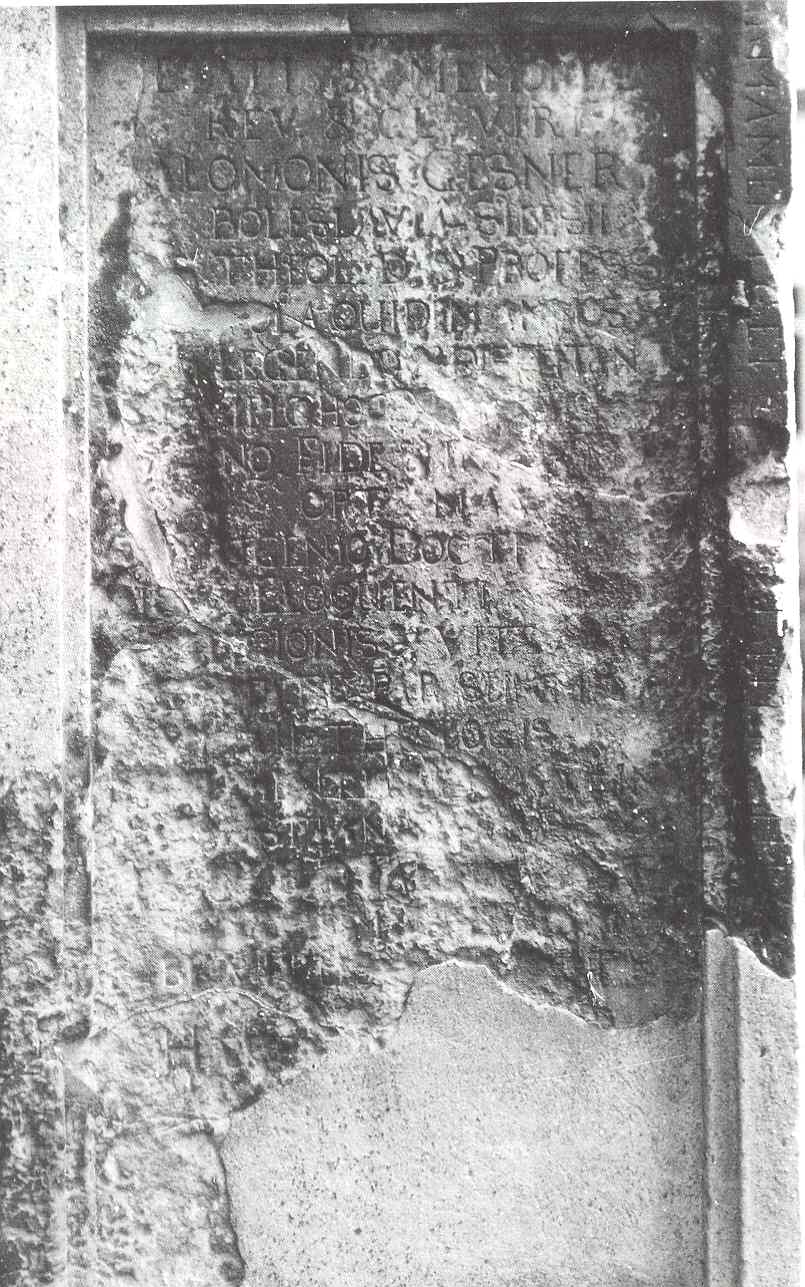
Grabplatte Salomon Gesners, (heute) an der südlichen Außenwand der Schlosskirche

Seine erste Anstellung fand er als Erzieher im Hause des ungarischen Humanisten Andreas Dudith in Breslau. 1585 wurde er Rektor der Schule in Bunzlau, die er zu neuer Blüte brachte. 1589 wurde er zum Rektor des Pädagogiums in Stettin berufen. 1591 begann er als Vertreter der Konkordienformel Streit mit den örtlichen Melanchthonianern. 1592 wechselte er nach Stralsund und war dort als Professor am Sundischen Gymnasium sowie als Adjunkt des Pfarrers tätig. Nachdem er im Mai 1593 zum Professor der Theologie an der Universität Wittenberg berufen wurde, promovierte er am 20. August unter Polycarp Leyser dem Älteren und Samuel Huber zum Doktor der Theologie. Zweimal war er Rektor der Wittenberger Akademie. 1595 wurde er zudem Propst an der Schlosskirche zu Wittenberg. Zugleich war er Visitator des Konsistorialbezirks Wittenberg.
Seine Vorlesungen an der Hochschule behandelten vorwiegend das Alte Testament, die Psalmen und die Propheten. Aus diesem Bereich veröffentlichte er auch einige Schriften. Gesner hat als Vertreter der Lutherischen Orthodoxie vor allem den Calvinismus und den damit einhergehenden Kryptocalvinismus bekämpft. In seine Auseinandersetzungen waren unter anderem Samuel Huber und Martin Moller eingebunden. Er starb an einem Blutsturz „infolge übermäßiger Anstrengung bei einer Predigt“ und merkte dabei an: „Wolan, es ist besser zu todt gepredigt als zu todt gefeiert oder zu todt geschlemmet.“

### Bedeutung
Gesners theologische Arbeiten sind weniger innovativ, „sie stehen in der lutherischen Tradition und sind zum großen Teil ideologisch gefärbte Kampfschriften gegen die Melanchtonianer und die reformierte Kirche. Kirchengeschichtlich hat G. Bedeutung wegen seiner kämpferischen Haltung. Die Unbefriedetheit in der evangelischen Konfession im reformatorischen Zeitalter zeigt sich in seiner Person sehr signifikant.“ (Oliver Tekolf im BBKL) Bei den theologischen Auseinandersetzungen unter den Protestanten im Zuge der reformierten Konfessionalisierung (auch „Zweite Reformation“ genannt), und lutherischer Konfessionalisierung, die sich nach dem Tode Luthers zwischen den zu den Kryptocalvinisten gerechneten Philippisten einerseits und den Vertretern der Konkordienformel andererseits ergaben, rechnete er unverrückbar zu den Lutheranern, und bekämpfte vehement den Calvinismus. Nach dem Sturz der Philippisten in Wittenberg und Sachsen hat er 1591 in Pommern die Auseinandersetzung mit den Melanchthonianern begonnen. Seine Streitbarkeit hatte seine Berufung zum Professor der Theologie nach Wittenberg und zum Hofprediger an die traditionsreiche Schlosskirche zur Folge, an deren Türe einst Luther seine 95 Thesen angeschlagen hatte. Er enttäuschte die in ihn gesetzten Erwartungen nicht: Von Wittenberg aus spürte er den Calvinisten nach und versuchte sie zu verdrängen, wie nicht zuletzt seine Streitschrift „Christliche Warnung für die Stände, Stedte und Gemeinen in Schlesien, das sie sich für Calvinischem und Sacramentirischen Irthumben hütten und vorsehen wollen“ von 1602 belegt.

## Werkauswahl
- Oratio de pulcherrimo illo Apostoli Pauli dicto Coloss. 3. vers. 16, in qua de psalmorum dignitate & utilitate disseritur. Welack, Wittenberg 1593. (Digitalisat)
- Aegidius Hunnius, Salomon Gesner, und Polycarpus Leyser: Controversiae inter Theologos Wittenbergenses de Regeneratione et Electione Dilucida Explicatio. Frankfurt 1594. 4to.
- Meditatio generalis Psaterii. In qua de Dignitate, usu, argumento, et connexione omnium psalmorum dé[que] aliis plurimis ad intelligendum recté[que] usurpandum psalterium utilibus disserit. Meisner, Wittenberg 1597. (Digitalisat)
- Passio domini nostri Jesu Christi e quatuor evangelistis. Wittenberg 1600.
- Libri quatuor De Conciliis, Quorum Vnvs Generalem tractationem, Alter Historicam Narrationem omnium Conciliorum, Posteriores Duo Refutationem duorum Librorum Roberti Bellarmini Iesuitae, de Conciliis, continent. Berger, Wittenberg 1600. (Digitalisat)
- Christliche, Trewhertzige Warnung An die Löblichen Stände, Stedte, und Gemeinen in Schlesien, das sie sich für einreissenden Calvinischen und Sacramentirischen Irthumben mit allen vleiß und Christlichem Eyffer hütten unnd vorsehen wollen. Berger, Wittenberg 1601. (Digitalisat)
- Gründliche Widerlegung der Calvinischen Apologiae Martini Molleri, des vornehmsten Predigers zu Görlitz. Nebeen eingefürten christlichen wohlgegründeten Censuren, etlicher in reinen wohlbestallten und weltberümbten Universiteten, Ehrwürdiger Theologischer Faculteten, so alsbald nach der Vorrede zu finden. Berger, Wittenberg 1602. (Digitalisat)
- Compendium Doctrinae Coelestis, Continens Brevem & perspicuam praecipuorum locorum Theologiae explicationem. Berger, Wittenberg 1607. (postum). (Digitalisat)
- Commentarius in Davidis psalmos. Berger, Wittenberg 1606. (postum).